# Косовская
Косо́вская (Кисва) — река в Закарпатской области Украины, правый приток Тисы (бассейн Дуная), протекает по территории Раховского района. Длина Косовской 41 км, Площадь бассейна — 157 км². Уклон реки 30 м/км.
Река берёт начало из озера Герашаска, расположенном на южном склоне главного хребта Свидовецкого массива, у подножия горы Догяска. Высота истока — 1577 м над уровнем моря. Долина V-образная, иногда имеет вид ущелья; шириной от 4 до 320 м. Русло слабо извилистое, разветвленное, порожистое, есть острова. Ширина реки — до 30 м. В верхнем течении проходит по территории Свидовецкого заповедного массива (часть Карпатского биосферного заповедника). Протекающая через такие сёла: Косовская Поляна, Росошка и Луг.